# 奧平大兼
奧平大兼（日语：／ Okudaira Daiken；2003年9月20日—）是日本男演員，出身自東京都，星塵傳播旗下藝人。

## 作品列表

### 電影
- 母子情劫（2020年7月3日）：飾演 周平
- 我的小天地（2022年5月6日）：飾演 崎山聰太
- 心中熾熱的躁動（2023年1月27日）：飾演 川柳光輝
- 涅墨西斯：黃金螺旋之謎（2023年3月31日）：飾演 姫川烝位
- Village（2023年）：飾演 筧龍太
- 放學後失眠的你（2023年6月23日）：飾演 中見丸太（主演）
- PLAY! 〜勝負都沒關係〜（2024年3月8日）：飾演 郡司翔太（主演）
- 赤羽骨子的秘密保鑣（2024年8月2日）：飾演 染島澄彥
- Cloud（2024年9月27日）：飾演 佐野

### 電視劇
- 戀愛的母親們（2020年10月23日－12月18日，TBS）：飾演 林大介
- 戀愛漫畫家 第1、3、5－7集（2021年4月8日、22日、5月6日－20日，富士電視台）：飾演 刈部純（年輕時期）
- 涅墨西斯 第4、6、8集（2021年5月2日、16日、30日，日本電視台）：飾演 姫川烝位
- 世界奇妙物語 '21 秋之特別篇「優等生」（2021年11月6日，富士電視台）：飾演 宮本慶介
- 演員短片2「物語」（2022年2月6日，WOWOW）：飾演 裕也（主演）
- 畢業典禮上神谷詩子不在（2022年2月27日－3月27日，日本電視台）：飾演 寺島史也
- ZIP!晨間劇「告別之前 Fantastic 31 Days」（2022年3月1日－31日，日本電視台）：飾演 椿木宙（主演）
- 我的小小世界（2022年3月24日，NHK BS1）：飾演 崎山聰太
- 清晨首班列車的殺風景（2022年11月4日－12月9日，WOWOW）：飾演 加藤木（主演）
- 最好的老師（2023年7月15日－9月23日，日本電視台）：飾演 星崎透
- 龍之奇蹟（2023年12月20日，Disney+）- 飾 泰姆
- 御上先生（2025年1月19日－3月23日，TBS）：飾演 神崎拓斗

## 外部連結
- 經紀公司個人資料頁面（日語）
- 奧平大兼的Instagram帳戶